# 은하수 (영화)
은하수(La Voie Lactee, The Milky Way)는 이탈리아에서 제작된 루이스 부뉴엘 감독의 1969년 코미디, 드라마 영화이다. 폴 프랭커 등이 주연으로 출연하였고 세르지 실버맨 등이 제작에 참여하였다.

## 출연

### 주연
- 폴 프랭커
- 로랑 떼르지에프

### 조연
- 알레인 커니
- 에디트 스코브
- 베르나르 베를리
- 프랑소와 마이스트레
- 끌로드 세르발
- 무니
- 줄리안 베르도
- 엘렌 발
- 미첼 피콜리
- 아그네스 카프리
- 미셸 에체베리
- 삐에르 클레멘티
- 조르쥬 막샬
- 다니엘 필론
- 클로디오 브룩
- 줄리안 귀오마르
- 마르셀 페레스
- 델핀 세리그
- 클로딘 베르그
- 장 클로드 카리에
- 베아트리스 코스탄티니
- 미셀 크레톤
- 라울 델포스
- 조르쥬 듀킹
- 가브리엘 고빈
- 피에르 마구엘론
- 리타 메이든
- 버나드 무슨
- 폴 파벨
- 더글러스 리드
- 자크 리스팔
- 재클린 루일라드
- 케사르 토레스
- 루이스 부뉴엘

## 제작진
- 미술: 피에르 구프로이
- 의상: 자클린 구욧